# Eriosema tuberosum
Eriosema tuberosum är en ärtväxtart som beskrevs av Achille Richard. Eriosema tuberosum ingår i släktet Eriosema och familjen ärtväxter. Inga underarter finns listade i Catalogue of Life.